# 九八式100公釐高射炮
九八式100毫米高射炮是日本帝国海军于第二次世界大战期间开发的高射炮。通称长10厘米高射炮。于1938年（昭和13年）开始采用。

## 概要
八九式127毫米高射炮开发之后，日本海军开始计划开发下一代长炮身高射炮，1933年（昭和8年）制作出试作炮并开始收集数据，1935年（昭和10年）开始设计此炮，1938年（昭和13年）正式采用。
比起八九式的12.7cm口径，使用了更小的10cm口径。供弹方式使用了与八九式相同的半自动人力供弹，装填过程、装填方法也是一样。虽然口径较小，本炮的最大特征是使用了65倍口径的长炮身。正因如此，最大射程和最大射高都是12.7厘米高射炮的1.4倍。为了发挥本炮的最大性能，瞄准具使用了九四式高射装置。

## 评价
因为口径的不同，10cm口径一发炮弹的威力大约只有12.7cm口径的三分之二，但是考虑到杀伤半径之比是1:1.27，差别不是很大，因此采用了这个口径。也有认为正因为较小的弹药重量，才不会在长时间射击时降低射速。
另一方面，因为炮管的寿命只有360发，相对于八九式的1000发寿命只有1/3，也有在舰上替换炮管很容易的说法，有资料上说，舰上替换炮管的可能性被从技术上否定了，即使真的能进行，本炮所搭载的军舰的备用炮管的记录也已经不能确认到那样的内容，至少那样的运用是没有被预想到的。另外，也有炮管的寿命实际能达到1000发的说法。
相比八九式，因结构的复杂导致不适合量产。也有生产率只是稍稍劣于八九式的说法。
本炮的理论发射速度为19发每分钟、秋月级驱逐舰的乘员被训练时的目标为15发每分钟，也很难证明在实战中能达到这个数字。但是，考虑到扬弹机具有平均每分钟15发的供弹能力，因此也是有达到这个射速的可能性，也否定了每分钟19发射速的可能性。

## 型号
※现在没有与大凤所搭载的炮的炮盾相关的资料。

### 连装炮架
A型大凤号航空母舰搭载。具有炮盾（？）。动力来源是15kw的电动机。
A型改1巡洋舰用。附有防波盾。大淀号轻巡洋舰搭载。
A型改2航空母舰用。为了防烟囱废气而使用全罩式炮塔。大凤航空母舰搭载（？）。
A型改3战列舰用。装有防爆风的全罩式炮塔。计划在战列舰信浓号上搭载。动力来源是40马力的水力发动机。

### 连装炮塔
A型秋月级驱逐舰搭载。动力来源是20kw的电动机。

## 搭载舰船
本炮是作为秋月级驱逐舰的主炮而为人所知。但因为其高性能与低产量的特点，最后除了秋月级之外只在大凤号航空母舰与大淀号轻巡洋舰上搭载。战后，在高雄市配备了两座此炮作为防空炮台，在被当做补偿舰船而从日本移交给中华民国，后来作为中华民国的旗舰的驱逐舰丹阳上搭载使用的事实现在也很清楚了。
- 航空母舰：大凤
- 轻巡洋舰：大淀
- 驱逐舰：秋月级（乙型）

## 脚注
1. 昭和20年5月23日付 内令兵第24号（軍極秘）。口径長は兵器名には含まれておらず、内径を表す単位の漢数字に「一〇」は使われていない。
2. ↑  』（学習研究社、2004年） ISBN 4-05-603412-5　第1章 台湾海軍の旧「雪風」は九八式10センチ高角砲を搭載していた！（田村俊夫）　p96～p106